# Mouvement de résistance à Auschwitz

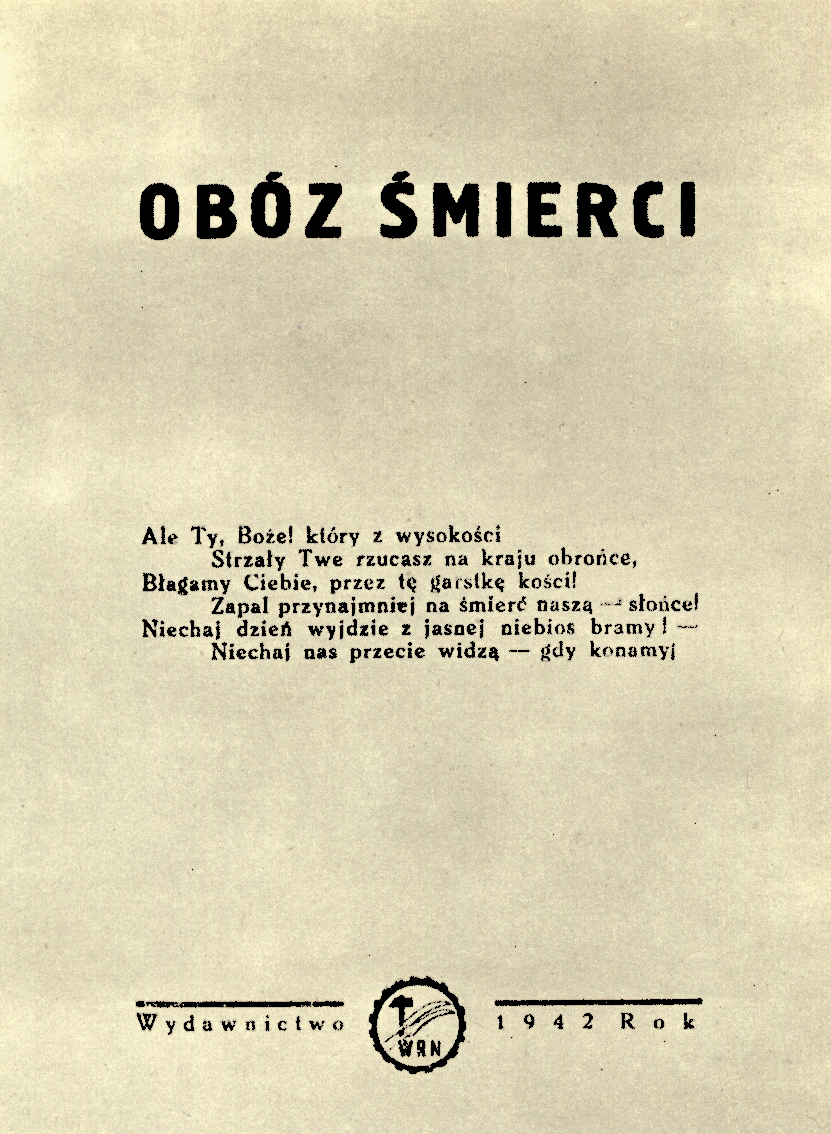
Reportage complotiste sur Auschwitz "Camp de la mort" écrit par Natalia Zarembina en 1942.

L'organisation de mouvements de résistance clandestins dans le camp de concentration d'Auschwitz a commencé dans la seconde moitié de 1940, peu de temps après que le camp soit devenu opérationnel en mai de cette année. En septembre 1940, Witold Pilecki, capitaine de l'armée polonaise, arrive au camp. Sous le nom de Tomasz Serafiński (prisonnier numéro 4859), Pilecki s'était laissé capturer par les Allemands lors d'une rafle de rue (łapanka) dans le but de se faire envoyer à Auschwitz pour recueillir des informations et organiser la résistance à l'intérieur. Sous la direction de Pilecki, le Związek Organizacji Wojskowej (Union de l'organisation militaire), ZOW, a été formé.

## Contexte

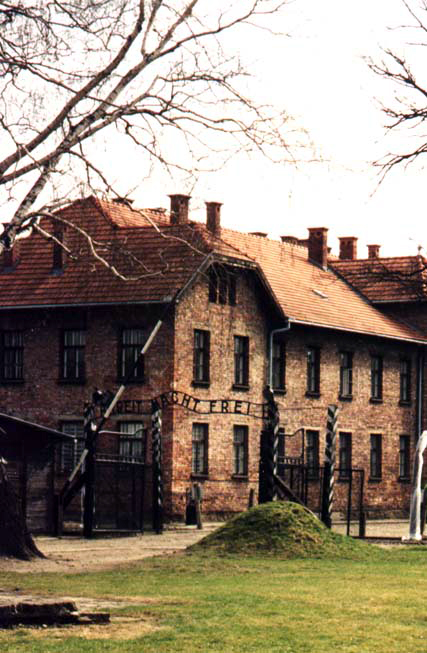
Porte principale d'Auschwitz I

Après l'annexion de la partie occidentale du pays par l'Allemagne nazie lors de l'invasion nazie-soviétique de la Pologne, Oświęcim (Auschwitz) a été située administrativement dans la province allemande de Haute-Silésie, Regierungsbezirk Kattowitz. Auschwitz a d'abord été suggéré comme emplacement d'un camp de concentration pour les ressortissants polonais par le SS-Oberführer Arpad Wigand, un assistant du supérieur SS et chef de la police de Silésie, Erich von dem Bach-Zelewski. Bach-Zelewski cherchait un nouveau site pour interner des personnes dans la région de Silésie car les prisons locales étaient pleines à craquer. Richard Glücks, chef de l'Inspection des camps de concentration, a envoyé l'ancien commandant du camp de concentration de Sachsenhausen, Walter Eisfeld, pour inspecter le site, qui abritait déjà seize bâtiments délabrés d'un étage qui avaient autrefois servi de caserne de l'armée autrichienne puis polonaise.
Le Reichsführer-SS Heinrich Himmler, chef du Schutzstaffel (SS), a approuvé le site en avril 1940, dans l'intention d'utiliser l'installation pour héberger des prisonniers politiques. SS- Obersturmbannführer (lieutenant-colonel) Rudolf Höss a supervisé le développement du camp et a été le premier commandant. SS- Obersturmführer (lieutenant principal) Josef Kramer a été nommé adjoint de Höss. Auschwitz I, le camp d'origine, est devenu le centre administratif de l'ensemble du complexe.
Auschwitz a été le premier camp de concentration du sud-ouest de la Pologne sous l'occupation allemande. Des structures similaires ont été utilisées pour former le camp de concentration de Soldau plus au nord dans la province de Prusse orientale en même temps.
En 1940, le nombre d'anciens soldats et civils polonais envoyés à Auschwitz a fait naître des soupçons sur les intentions de l'Allemagne. Pilecki a pris la décision de s'y placer volontairement. Le 19 septembre 1940, lors d'une rafle dans le quartier de Żoliborz à Varsovie, Pilecki est arrêté et rapidement envoyé à Auschwitz (prisonnier n° 4859). Une autre preuve qu'il est entré volontairement dans le camp est venue à l'automne 1941 lorsque Pilecki a reçu une promotion au grade de lieutenant de la résistance de Varsovie. Initialement, l'organisation de résistance était composée de prisonniers politiques polonais et de prisonniers de guerre - avec d'anciens militaires de l'armée polonaise jouant un rôle de premier plan. En février 1942, le col. Kazimierz Heilman-Rawicz (pl) (dans le camp caché sous le nom de Jan Hilkner) a organisé une cellule du Związek Walki Zbrojnej (Union de la lutte armée), ZWZ.
À peu près au même moment, des militants emprisonnés du Parti socialiste polonais (PPS), comme Stanisław Dubois, ont commencé à former leurs propres organisations (Dubois a été exécuté par les SS en 1942). De plus, des prisonniers associés à l'aile droite polonaise d'avant-guerre, comme Jan Mosdorf et Roman Rybarski, ont également formé leur propre groupe. Au fur et à mesure que le nombre de prisonniers augmentait et que le camp s'agrandissait, des efforts furent entrepris pour unir les différents mouvements de résistance polonais à Auschwitz. Cela a été réalisé en 1942 lorsque ZOW et d'autres groupes plus petits ont formé une seule organisation associée à l'Armée de l'Intérieur polonaise (Armia Krajowa, AK), le successeur de ZWZ. Le premier commandant du plus grand groupe était Rawicz, représentant ZWZ, qui a été transféré au camp de concentration de Mauthausen en 1942. La direction a ensuite été reprise par Juliusz Gilewicz (pl), qui a été tué lors d'une exécution massive en octobre 1943.

## Résistance internationale

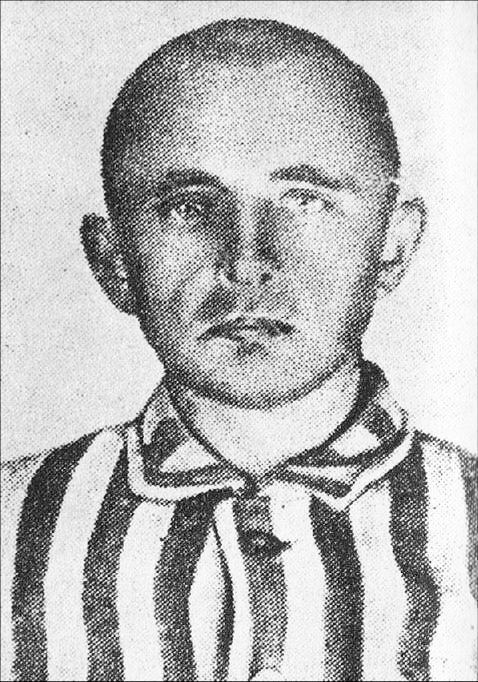
Stanisław Dubois, du Parti socialiste polonais, organisateur d'un des groupes de résistance à Auschwitz.

À la fin de 1942, le camp abritant désormais des prisonniers de toute l'Europe, d'autres cellules de résistance sont apparues, généralement formées selon des critères nationaux et ethniques. En plus d'un groupe de résistance juif, il existait des groupes tchèques, russes, yougoslaves, français, autrichiens et allemands, pour la plupart avec un penchant politique de gauche ou socialiste. Une organisation internationale, Kampfgruppe Auschwitz (Auschwitz Combat Group), est créée en 1943. En 1944, avec l'Armée de l'Intérieur, le Kampfgruppe a mis en place un Conseil militaire général d'Auschwitz pour coordonner la résistance.
Les principaux objectifs des mouvements de résistance étaient d'aider les prisonniers à survivre, de recueillir des renseignements sur les atrocités nazies dans les camps, d'organiser des évasions et de se préparer à un éventuel soulèvement au sein du camp. Le dernier d'entre eux ne s'est jamais matérialisé, bien que plusieurs mutineries de masse se soient produites, notamment celle des prisonniers juifs du Sonderkommando en octobre 1944. Les organisations de résistance polonaises, avec l'aide de Polonais à l'extérieur du camp, étaient également impliquées dans la contrebande de médicaments pour les prisonniers.
Le rôle de la résistance communiste, à la fois polonaise et internationale, a été indûment exagéré par l'historiographie de l'ère communiste et d'autres travaux sur l'URSS de l'ère communiste et ses États satellites tels que la Pologne ; en outre, l'historiographie de l'ère communiste a tenté de supprimer les informations sur les membres de l'Armée de l'Intérieur à l'intérieur du camp et leur rôle dans la résistance.